# Kniphofia isoetifolia
Kniphofia isoetifolia är en grästrädsväxtart som beskrevs av Ferdinand von Hochstetter. Kniphofia isoetifolia ingår i Fackelliljesläktet som ingår i familjen grästrädsväxter.
Artens utbredningsområde är Etiopien. Inga underarter finns listade i Catalogue of Life.